# Chiril al Alexandriei

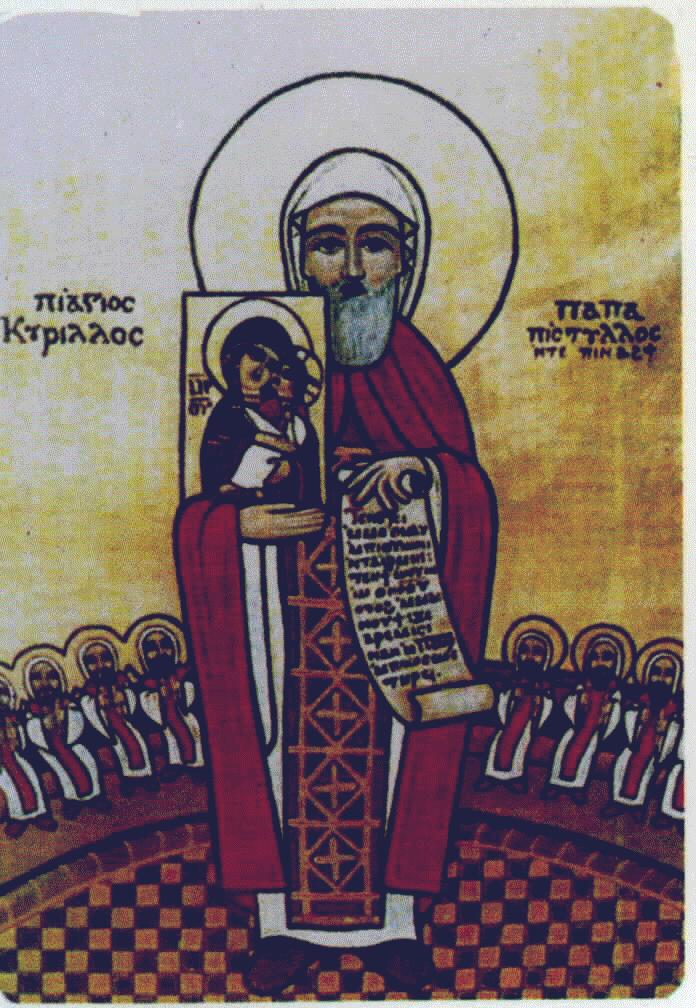
Chiril din Alexandria,pictură din 442

Chiril din Alexandria (n. ca. 375, Alexandria - d. 27 iunie 444, Alexandria) a fost patriarh al Alexandriei în perioada 412 - 444, când orașul era la apogeul influenței sale în Imperiul Roman.
Este considerat Părinte al Bisericii și Învățător al Bisericii, dar împăratul roman Teodosiu al II-lea l-a condamnat pentru că se purta ca un faraon îngâmfat, iar episcopii nestorieni în Primul Conciliu de la Efes l-au declarat eretic, numindu-l un monstru, născut și educat pentru distrugerea bisericii.

## Patriarh al Alexandriei
Unchiul său, patriarhul Teofil, a murit pe 15 octombrie 412, iar Chiril a fost numit patriarh pe 18 octombrie 412, deși partida îl favoriza pe arhidiaconul Timotei.

### Persecutarea novatianilor și a evreilor
Chiril a urmat unchiului său într-o poziție cu multă putere și influență, rivalizând cu prefectul orașului, în vremuri de tulburări și conflicte, deseori violente, între locuitorii păgâni, evrei și creștini.
A început să-și exercite autoritatea prin închiderea bisericilor Novatienilor și confiscarea lucrurilor lor sfinte.
Apoi a dorit să-i îndepărteze pe evrei și a cerut ca aceștia să fie înlăturați din oraș.
Orestes, prefectul orașului, nu vedea niciun sens în aceste atacuri, așa că s-a plâns lui Teodosiu, dar a fost respins de regenta Pulcheria, o creștină fanatică. Ca urmare, evreii au fost expulzați din oraș.

### Uciderea Hypatiei
S-a afirmat, mai ales din cauza caracterului său impulsiv, că Sfântul Chiril ar fi responsabil de uciderea, în anul 415, a filozoafei neoplatoniciene Hypatia de către o bandă de creștini fanatici. Studii moderne consideră uciderea Hypatiei ca fiind rezultat al luptei între două facțiuni creștine, moderații lui Orestes, susținuți și de către Hypatia, și conservatorii lui Chiril. Chiril însuși considera studiul filozofiei drept erezie. Conform teologului catolic Otto Bardenhewer, atribuirea responsabilității pentru uciderea Hypatiei lui Chiril ar fi lipsită de temei real.

## Sărbători
- în calendarul romano-catolic: 27 iunie,
- în calendarul ortodox și greco-catolic: 9 iunie,18 ianuarie